# 小行星9367
小行星9367（英語：9367）是一颗围绕太阳公转的小行星。1993年1月30日，A. Natori、浦田武在清水町发现了此天体。
这颗小行星的绝对星等为355.7310807883592等。